# پری (میزوری)
پری، میزوری (به انگلیسی: Perry, Missouri) یک شهر در ایالات متحده آمریکا است که در شهرستان رالز، میزوری واقع شده‌است.

## خصوصیات
پری ۳٫۳۷ کیلومترمربع مساحت و ۶۹۳ نفر جمعیت دارد و ۲۱۲ متر بالاتر از سطح دریا واقع شده‌است.